# (21472) Stimson
(21472) Stimson (1998 HU98) – planetoida z pasa głównego asteroid okrążająca Słońce w ciągu 3,66 lat w średniej odległości 2,37 j.a. Odkryta 21 kwietnia 1998 roku.